# Bembidion franciscanum
Bembidion franciscanum är en skalbaggsart som beskrevs av Thomas Casey. Bembidion franciscanum ingår i släktet Bembidion och familjen jordlöpare. Inga underarter finns listade i Catalogue of Life.